# Edmonton
Edmonton i/ˈɛdməntən/ este capitala provinciei Alberta, Canada și al doilea oraș ca mărime (după Calgary) cu o populație în aria metropolitană de 1.081.300 de locuitori (2007). Orașul a cunoscut o perioadă de dezvoltare recentă și rapidă din punct de vedere al economiei, începând cu anii 1950, datorită descoperirii unor rezerve de țiței în partea sudică, la Leduc.
În Edmonton locuiau 5115 de români in 2001.

## Personalități născute aici
- Jordan Peterson (n. 1962), psiholog